# 교향곡 2번 (시벨리우스)
시벨리우스의 교향곡 2번 라장조 Op.43는 1901년에 작곡되어 완성한 교향곡이다. 베토벤의 6번 교향곡에 빗대여 ‘시벨리우스의 전원 교향곡’으로 불리기도 한다.

## 연주시간
- 약 42분 ~ 45분

## 악기편성
플루트3, 오보에3, 클라리넷3, 바순3, 호른4, 트럼펫3, 트롬본3, 튜바, 팀파니, 현5부

## 템포
1. Allegretto
2. Tempo andante, ma rubato
3. Vivacissimo
4. Finale: allegro moderato － Moderato assai － Molto largamente